# Hydroptila tiani
Hydroptila tiani är en nattsländeart som beskrevs av Yang och Xue 1992. Hydroptila tiani ingår i släktet Hydroptila och familjen smånattsländor. Inga underarter finns listade i Catalogue of Life.